# Damerow (Vorpommern)

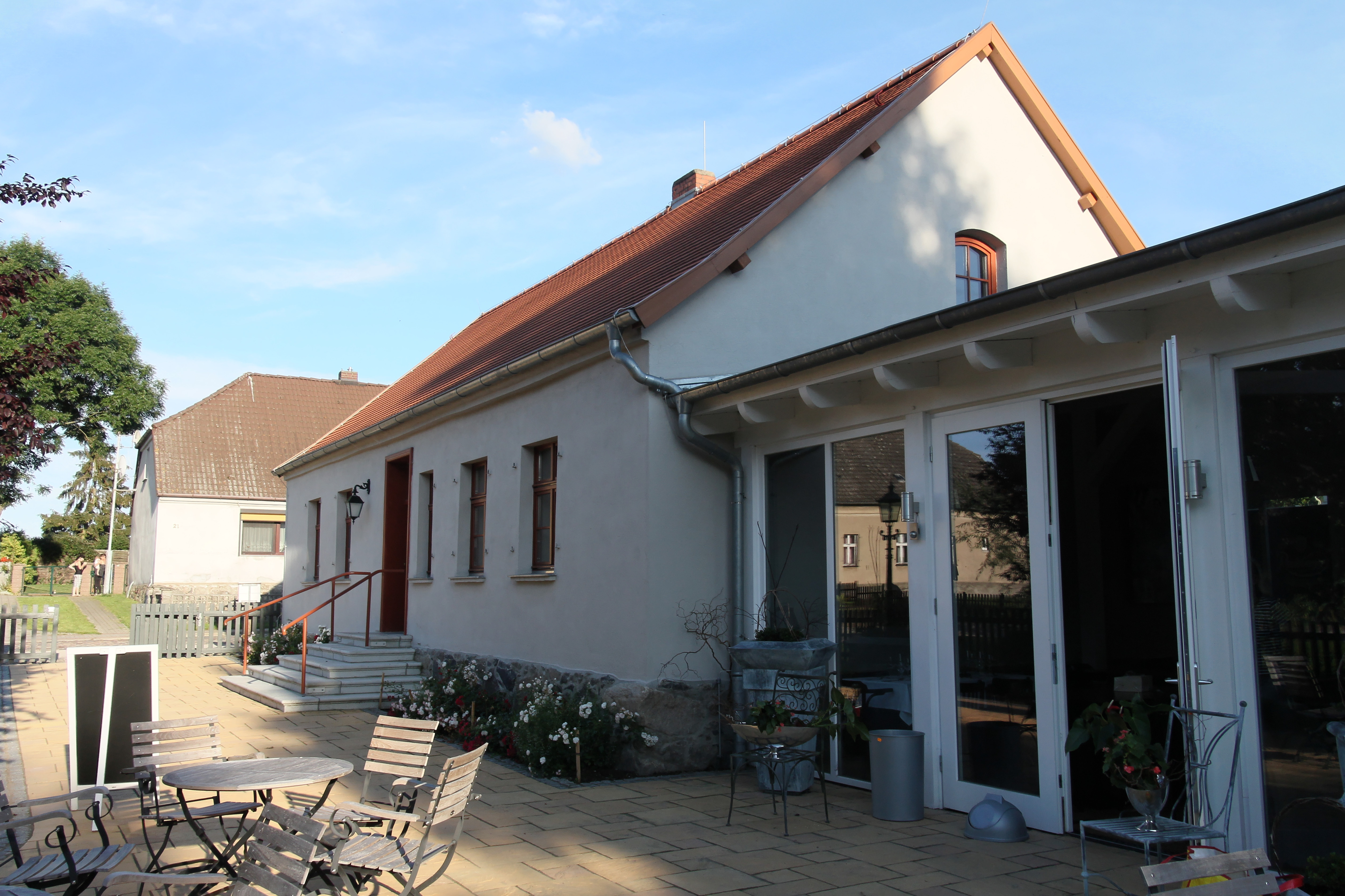
Gutsmuseum and Museumscafe

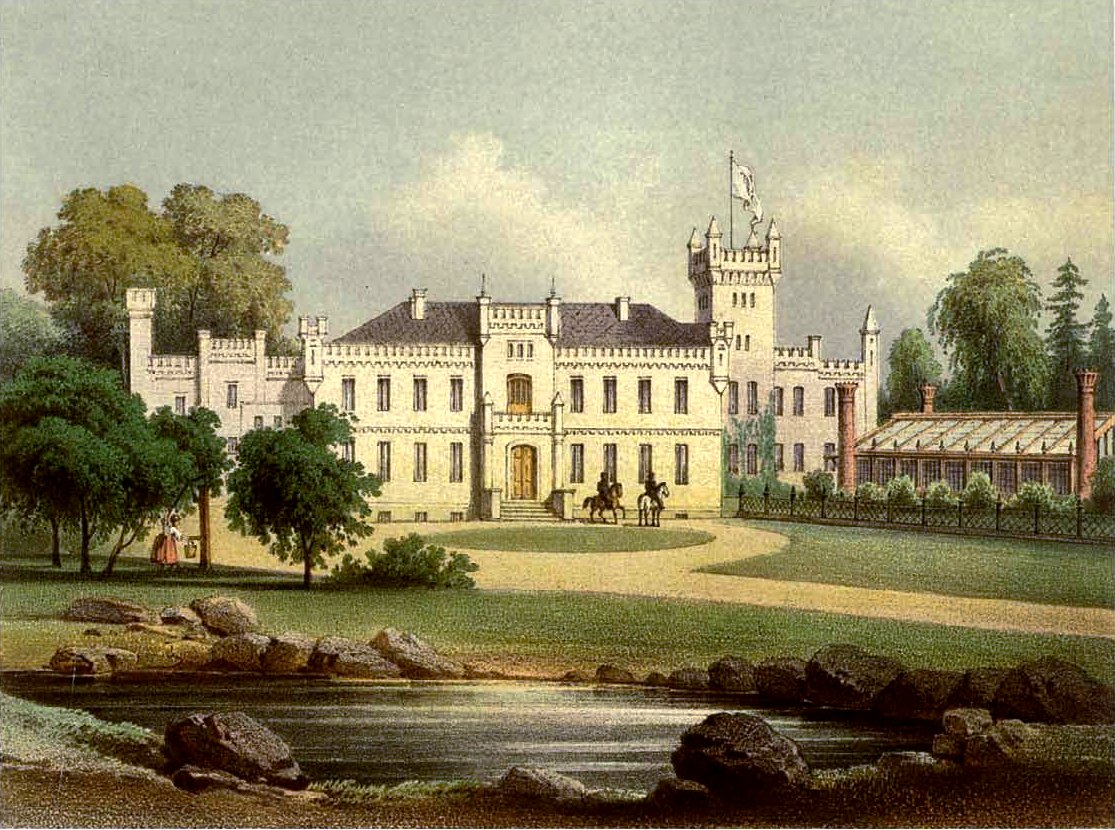
Palace Damerow around 1860, Edition by Alexander Duncker

Damerow (Vorpommern) este o comună din landul Mecklenburg-Pomerania Inferioară, Germania.
1. ↑  Geographic Names Server, 11 iunie 2018